# Rondo Ofiar Katynia w Krakowie
Rondo Ofiar Katynia – skrzyżowanie dróg krajowych 7 i 79 w Krakowie, wchodzące w skład trzeciej obwodnicy miasta. Stanowi swoistą „bramę wjazdową” do Krakowa od strony autostrady A4 i drogi krajowej nr 94. Jest to skrzyżowanie o trzech poziomach: w relacji wschód–zachód (ul. Conrada, ul. Radzikowskiego) przebiega estakada (o długości przeszło 500 metrów), a w relacji północ–południe (ul. Jasnogórska, ul. Armii Krajowej) – 2 tunele (o długości 88 metrów każdy), na „poziomie zero” zaś znajduje się skrzyżowanie o ruchu okrężnym.
Ściany tuneli zdobią malowidła czterech krakowskich kopców, zaś filary estakady – zdjęcia największych atrakcji turystycznych miasta.

## Historia
Na początku marca 2010 rozpoczęto przebudowę istniejącego jednopoziomowego ronda po podpisaniu umowy z firmą Radko (konsorcjantem indyjskiej firmy budowlanej z New Delhi), która zaproponowała swoje usługi za 121 mln zł i zapowiadała wykonanie trójpoziomowego ronda do połowy grudnia 2010 roku. Termin ten jednak znacznie opóźnił się na skutek niewywłaszczenia przez władze miasta na czas niektórych działek, a także z winy wykonawcy. Ostatecznie przebudowywaną tarczę ronda oddano w całości do użytku 24 października 2011, estakadę – 28 października, natomiast tunel – 15 listopada. Dzięki przebudowie, przepustowość skrzyżowania zwiększyła się trzykrotnie z ok. 6 tys. samochodów na godzinę.

## Pochodzenie nazwy
Nazwa ronda związana jest z pamięcią zbrodni katyńskiej dokonanej w 1940 w Katyniu.
Rondo potocznie nazywane jest także Rondem Kraka lub  Rondem Bronowickim ze względu na dzielnicę i znajdujący się, do kwietnia 2014 roku, tuż przy nim motel „Krak”.